# Campeonato Mundial de Piragüismo en Eslalon de 1999
El XXVI Campeonato Mundial de Piragüismo en Eslalon se celebró en Seo de Urgel (España) entre el 8 y el 12 de septiembre de 1999 bajo la organización de la Federación Internacional de Piragüismo.

## Medallistas

### Masculino
| Evento         | Oro | Plata | Bronce |
| -------------- | --- | --- | --- |
| K1 individual  | David Ford · Canadá · 198,53 pts.                                                                                             | Scott Shipley Estados Unidos 198,99 pts.                                                                                | Paul Ratcliffe Reino Unido 199,13 pts.                                                                         |
| C1 individual  | Emmanuel Brugvin Francia 205,84                                                                                               | Robin Bell Australia 206,45                                                                                             | Michal Martikán · Eslovaquia · 207,00                                                                          |
| C2 individual  | Marek Jiras · Tomáš Máder · República Checa · 224,46                                                                          | Krzysztof Kołomański · Michał Staniszewski · Polonia · 225,30                                                           | Eric Biau Bertrand Daille Francia 228,44                                                                       |
| K1 por equipos | Thomas Becker · Ralf Schaberg · Jakobus Stenglein · Alemania · 114,52                                                         | Andraž Vehovar Fedja Marušič Miha Štricelj Eslovenia 116,12                                                             | Tomáš Kobes · Jiří Prskavec · Vojtěch Bareš · República Checa · 116,29                                         |
| C1 por equipos | Krzysztof Bieryt · Sławomir Mordarski · Mariusz Wieczorek · Polonia · 121,70                                                  | Stefan Pfannmöller · Nico Bettge · Martin Lang · Alemania · 121,87                                                      | Patrice Estanguet Emmanuel Brugvin Tony Estanguet Francia 125,32                                               |
| C2 por equipos | República Checa · Marek Jiras / Tomáš Máder · Jaroslav Volf / Ondřej Štěpánek · Jaroslav Pospíšil / Jaroslav Pollert · 127,40 | Eslovaquia · Roman Štrba / Roman Vajs · Milan Kubáň / Marián Olejník · Pavol Hochschorner / Peter Hochschorner · 131,86 | Francia Frank Adisson / Wilfrid Forgues Eric Biau / Bertrand Daille Philippe Quémerais / Yann Le Pennec 135,34 |

### Femenino
| Evento         | Oro                                                         | Plata                                                                  | Bronce                                                      |
| -------------- | ----------------------------------------------------------- | ---------------------------------------------------------------------- | ----------------------------------------------------------- |
| K1 individual  | Štěpánka Hilgertová · República Checa · 226,30 pts.         | Beata Grzesik · Polonia · 228,62 pts.                                  | Sandra Friedli · Suiza · 229,58 pts.                        |
| K1 por equipos | Susanne Hirt · Evi Huss · Mandy Planert · Alemania · 139,18 | Mary Marshall Seaver Rebecca Bennett Sarah Leith Estados Unidos 142,34 | Heather Corrie Rachel Crosbee Amy Casson Reino Unido 143,41 |

## Medallero
| Núm. | País            | Oro | Plata | Bronce | Total |
| ---- | --------------- | --- | ----- | ------ | ----- |
| 1    | República Checa | 3   | 0     | 1      | 4     |
| 2    | Alemania        | 2   | 1     | 0      | 3     |
| 3    | Polonia         | 1   | 2     | 0      | 3     |
| 4    | Francia         | 1   | 0     | 3      | 4     |
| 5    | Canadá          | 1   | 0     | 0      | 1     |
| 6    | Estados Unidos  | 0   | 2     | 0      | 2     |
| 7    | Eslovaquia      | 0   | 1     | 1      | 2     |
| 8    | Australia       | 0   | 1     | 0      | 1     |
| 8    | Eslovenia       | 0   | 1     | 0      | 1     |
| 10   | Reino Unido     | 0   | 0     | 2      | 2     |
| 11   | Suiza           | 0   | 0     | 1      | 1     |
|      | TOTAL           | 8   | 8     | 8      | 24    |